# Kawasaki Ki-45
Kawasaki Ki-45 Torjú (japonsky: 屠龍, Zabiják draků či Drakobijce) byl japonský dvoumotorový celokovový dolnoplošný stíhací letoun užívaný ve druhé světové válce.

## Vývoj

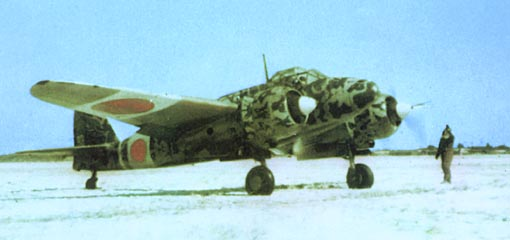
Kawasaki Ki-45 KAIa Torjú, 53. Sentai, Macudo

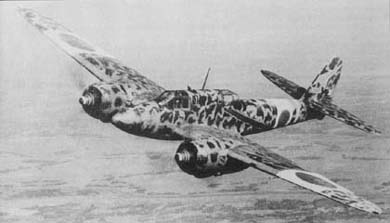
Kawasaki Ki-45 Torjú

Jeho počátky spadají do března 1937, kdy japonská armáda požadovala dvoumotorový těžký stíhací letoun. Práce na Ki-45 byly zahájeny v lednu 1938. V lednu 1939 byl první prototyp Ki-45 (výr. č. 4501) dokončen a následující měsíc vzlétl v Gifu s dvěma hvězdicovými devítiválci Micubiši Ha-20B o výkonu po 611 kW s nestavitelnými vrtulemi. Hlavňovou výzbroj tvořily dva pevné kulomety typ 88 ráže 7,7 mm zabudované v horní přední části trupu a kanón Ho-3 ráže 20 mm ve spodní části trupu. Letoun byl natolik nezdařený, že se uvažovalo o zastavení vývoje.
Druhý (4502) a třetí (4503) prototyp s přepracovanými kryty motorů a třílistými stavitelnými vrtulemi s krytem náboje vzlétly roku 1940, ale ani zde nebyly uspokojivé výsledky. Oba stroje byly předány letecké škole v Akenu k otestování piloty-instruktory.
Do čtvrtého vyrobeného předsériového stroje (4507) byly instalovány čtrnáctiválcové dvouhvězdicové motory Nakadžima Ha-25 se vzletovým výkonem 783 kW. Stejné pohonné jednotky pak byly zabudovány i do zbývajících pěti letounů ověřovací série, doplněné později o dva další exempláře. Testy prováděné od července 1940 prokázaly markantní zlepšení výkonů.
Na podzim roku 1940 přijal Generální štáb nabídku společnosti Kawaniši na celkové přebudování letounu vedoucí ke zlepšení výkonů a letových vlastností včetně zjednodušení technologie předpokládané sériové výroby. Celý letoun byl tvarově pozměněn a aerodynamicky zjemněn, výzbroj se ustálila na dvou kulometech typ 1 v přídi a jedním kanónem Ho-3.
V srpnu roku 1941 vzlétl nový prototyp nazvaný Kawasaki Ki-45 Kai, ke kterému následně přibyly další dva prototypy a dvanáct předsériových strojů. Koncem roku 1941 pak Generální štáb vydal požadavek na sériovou výrobu. V japonské armádě dostal typ označení dvoumístný stíhací letoun typ 2 (二式複座戦闘機, Nišiki fukuza sentóki).
Sériová výroba Torjú běžela v továrnách Kawasaki v Akaši od září 1942 do července 1945 a v Gifu od ledna 1942 do září 1943. Odtud vycházely tři základní subvarianty.
První označovaná Ki-45 KAIa měla částečně pancéřovanou přední kabinu a palivové nádrže chráněné samosvornými potahy s nezměněnou výzbrojí.
Subvarianta k účinnějším útokům proti pozemním a námořním cílům nesla označení Ki-45 KAIb, která byla vyzbrojena jedním 20mm kanónem Ho-3 s hlavní čnící ze středu přídě trupu a jedním ručně nabíjeným kanónem typ 98 ráže 37 mm, uloženým ve spodní části trupu. Brzy po rozběhu sériové výroby Ki-45 KAIa a Ki-45 KAIb byly do draků instalovány spolehlivější čtrnáctiválce Micubiši Ha-102 se vzletovým výkonem po 805 kW.

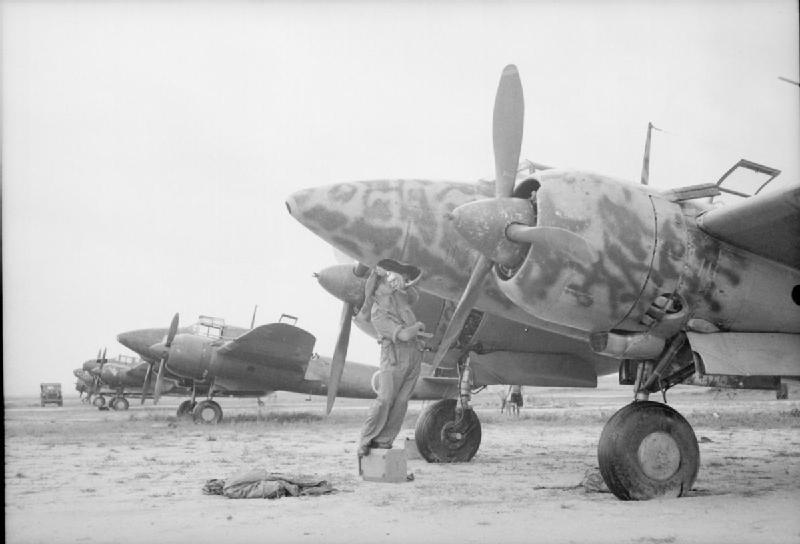
Kawasaki Ki-45 Torjú, letiště Kallang, Singapur

Třetí subvarianta Ki-45 KAIc byla určena proti americkým bombardérům nalétávající na cíle v Japonsku. Úprava spočívala v prodloužení přídě trupu, určené pro eventuální zabudování radaru, kde již nebyla instalována žádná výzbroj. Ta byla složena jen z poloautomatického kanónu Ho-203 ráže 37 mm v pravé spodní části trupu a dvou 20mm kanónů Ho-5 za kabinou pilota. První dodávky KAIc byly zahájeny v dubnu 1944 ve třech výrobních blocích. Torjú z druhého bloku měly menší výfuky dělené do skupin, vyvozující přídavný tah a minimalizující výšlehy plamenů. Letouny z třetího výrobního bloku již nenesly v zadní kabině kulomet a otevřená část byla zakryta plechovou kapotou.
Od září 1943 byly Ki-45 vyráběny pouze v závodech v Akaši. Odtud pak vycházely i Ki-45 KAId, odvozené z verze KAIc, které byly určené k boji proti hladinovým cílům. V přední části trupu nesly dva kanóny Ho-5 ráže 20 mm, jeden 37mm kanón ve spodní části trupu, jeden obranný kulomet ráže 7,92 mm a pod křídlem mohly nést celkem dvě pumy po 250 kg.

## Nasazení

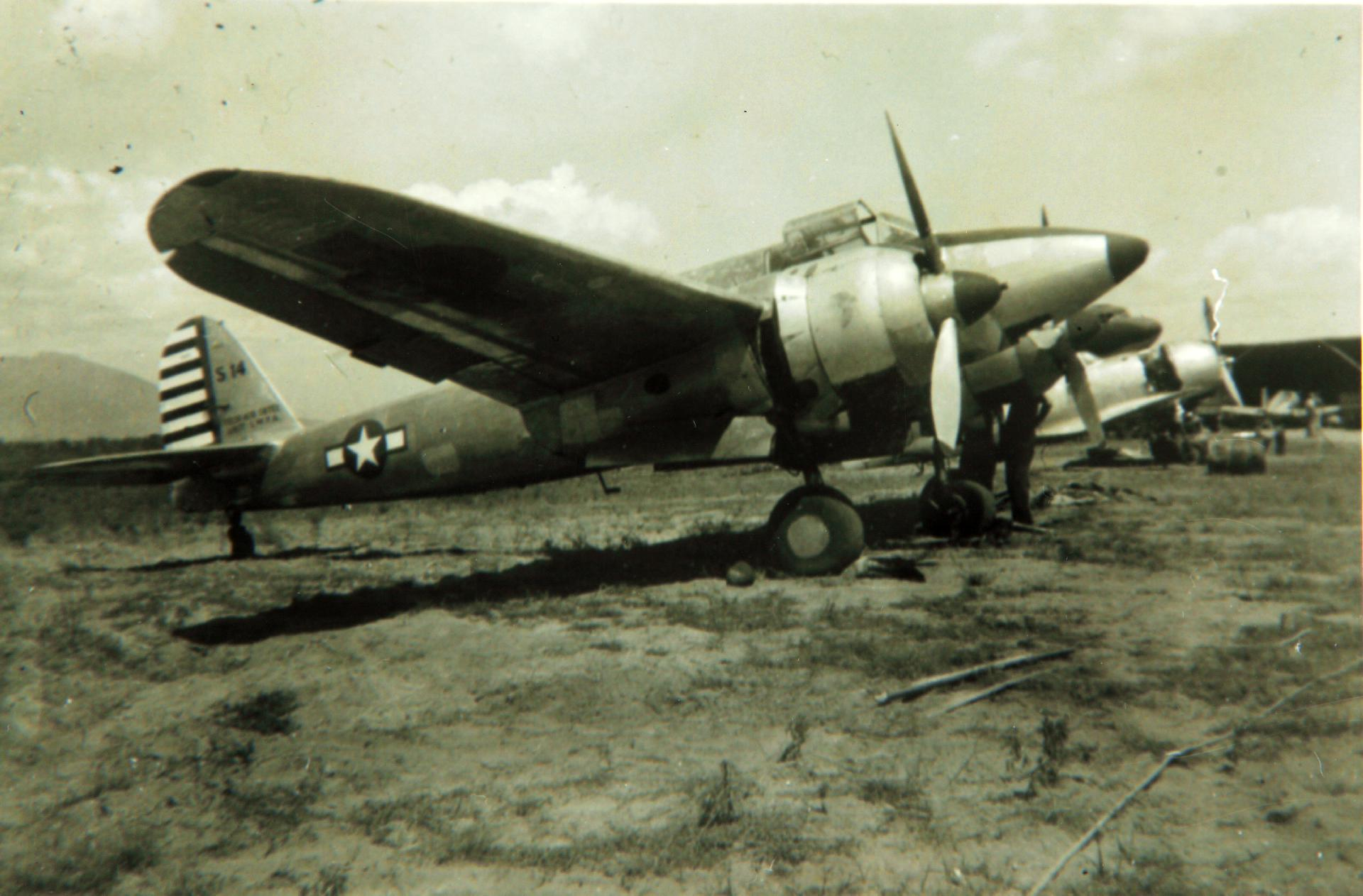
Ukořistěný Ki-45 v kamufláži USAAF

Letoun byl používaný zejména proti americkým bombardovacím svazům. Spojenci dali tomu respektovanému protivníkovi kódové jméno Nick. Japonci se Ki-45 naučili používat i k nočnímu stíhání, kdy byly letouny naváděny pomocí rádiového spojení ze země a k vyhledávání rozsvěcovaly světlomety umístěné v přední části trupu.
Jejich nasazovaní bylo poměrně úspěšné i vůči americkým létajícím pevnostem B-29 Superfortress 20. letecké armády USAAF. Již při prvním náletu Superfortressů z čínských základen na Kjúšú 15. června 1944 bylo sedm B-29 sestřeleno Ki-45. Od podzimu 1944 do konce války sestřelily Ki-45 4. Sentai ze základny Usuki v prefektuře Óita více než 150 Boeingů B-29. K těmto úspěchům dopomohla také improvizovaná úprava, spočívající v odstranění trupové nádrže, na jejíž místo byly za kabinou pilota instalovány dva kupředu šikmo vzhůru zaměřené kulomety typ 1 ráže 12,7 mm (tzv. Schräge Musik). V závěru války byly Ki-45 používány i k sebevražedným náletům japonských pilotů na americké lodě u Nové Guineje.

## Specifikace

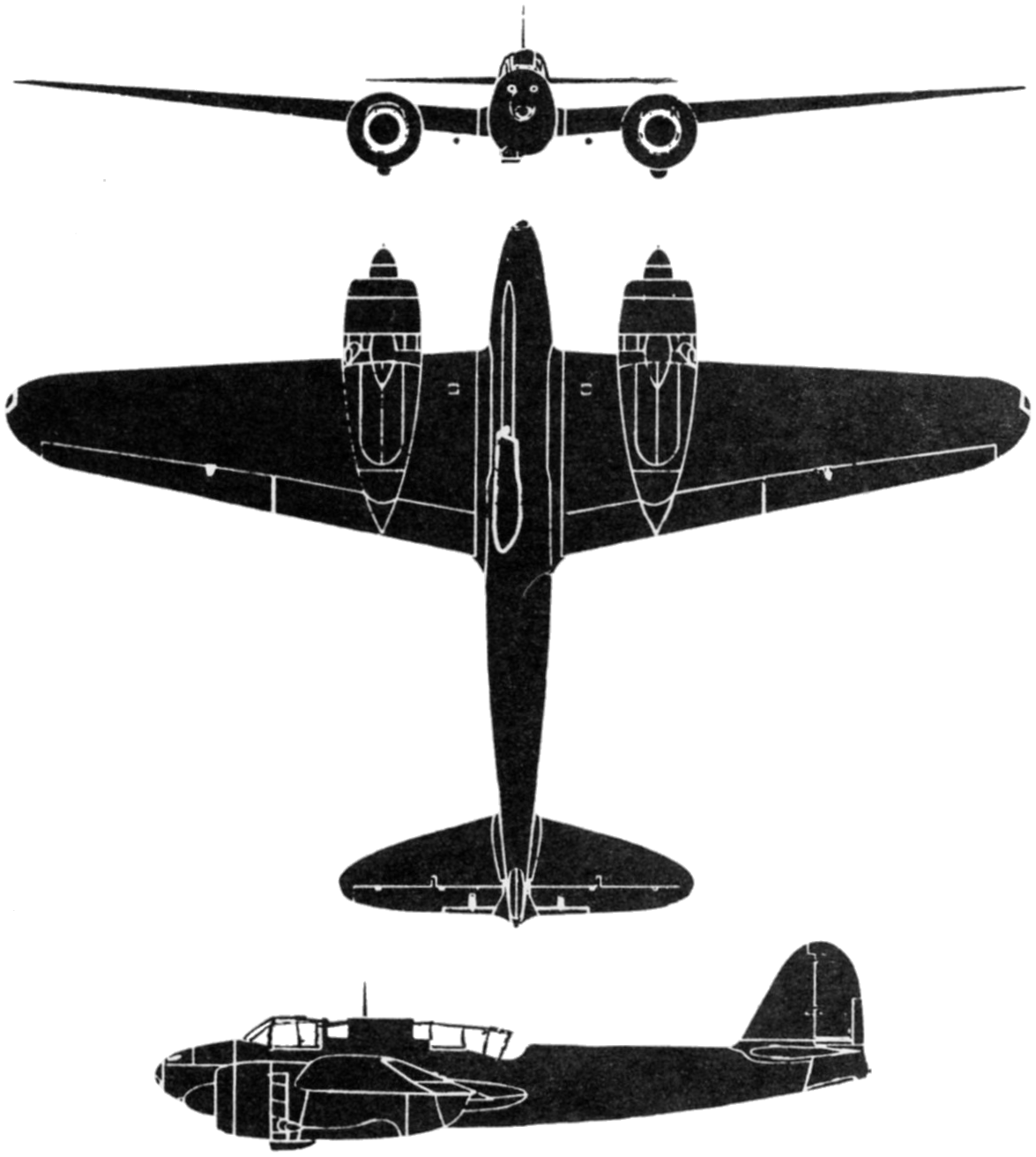
Třípohledová silueta Ki-45

### Technické údaje
- Osádka: 2
- Rozpětí: 15,02 m
- Délka: 10,60 m
- Výška: 3,70 m
- Nosná plocha: 32,00 m²
- Hmotnost prázdného letounu: 3 695 kg
- Vzletová hmotnost: 5 276 kg
- Pohonná jednotka: 2 × hvězdicový motor  Micubiši Ha-102
- Výkon pohonné jednotky: 2 × 727 kW

### Výkony
- Max. rychlost u země: 547 km/h
- Výstup do 5 000 m: 6 min 17 s
- Dostup: 10 730 m
- Dolet: 2 260 km

### Výzbroj
- 1 × kanón Ho-3 ráže 20 mm v přídi
- 1 × kanón typ 98 ráže 37 mm ve spodní části trupu
- 1 × pohyblivý kulomet typ 98 ráže 7,92 mm[p 1]